# Siamo quello che mangiamo
Siamo quello che mangiamo è un film del 2010 diretto da Jorge Michel Grau.
Stand-alone sequel di Cronos (1993), il film parla di una famiglia che, dopo la morte del padre, cerca di continuare con un inquietante tradizione rituale. Il film è interpretato da Paulina Gaitán e Daniel Giménez Cacho, quest'ultimo riprende il suo ruolo da Cronos.

## Trama
Nella scena di apertura, il padre muore sul marciapiede in un centro commerciale locale. A casa, la sua famiglia si chiede che ne sia di lui. Il padre è un orologiaio che ripara orologi al mercato di strada locale ed è l'unico mezzo di sostentamento della famiglia.
Dato che il padre non si è presentato per la giornata di lavoro, Alfredo e Julián si dirigono al mercato. Julián litiga con un cliente che afferma che il suo orologio doveva essere pronto da tre settimane. In seguito la donna che gestisce il mercato appare e dice ai ragazzi di andarse perché l'affitto per il loro stand al mercato è di tre settimane in arretrato.
Quando i ragazzi rientrano a casa, la sorella Sabina entra in stato di shock ed annuncia che loro padre è morto. La loro madre, Patricia, sconvolta dal dolore, si chiude a chiave nella sua stanza; i figli si chiedono chi provvederà alla famiglia adesso - in particolare, i loro pasti: questa famiglia infatti segue rituali cannibalistici.
In un obitorio locale, il medico legale Tito e il direttore dell'impresa di pompe funebri contattano Octavio e Owen, due detective della polizia. Il medico legale mostra loro un dito conservato in un barattolo che è stato estratto dallo stomaco del Padre. Gli investigatori si ritrovano così costretti ad indagare nonostante l'iniziale ritrosia.
Alfredo e Julián tentano di rapire un bambino senzatetto da sotto un ponte locale, ma vengono scacciati dagli altri bambini. Successivamente, dietro consiglio di Sabina, tentano di rapire una prostituta, ma anche lei fa resistenza. Julián la prende a pugni e la carica sul sedile posteriore della loro macchina.
Tornati a casa, i ragazzi legano la prostituta al tavolo della cucina. Patricia entra e picchia a morte la donna con una pala, sostenendo che Alfredo non sa cosa sta facendo e che le prostitute non sono appropriate per il rituale. Il mattino seguente, mentre Julián e Sabina avvolgono la donna morta in un lenzuolo, Alfredo esce di casa e notato un gruppo di ragazzi si mette a seguirli per tutta la giornata fin dentro ad una discoteca gay. Qui un ragazzo del gruppo inizia a flirtare con Alfredo. Intanto, quella sera, Julián e Patricia riportano la prostituta nell'angolo in cui i ragazzi l'hanno presa e la scaricano davanti alle altre prostitute. Patricia poi dice loro di lasciare i suoi figli in pace. Le prostitute riferiscono dell'incidente ai detective Octavio e Owen.
Alfredo, seppur inizialmente riluttande, si fa sedurre dal giovane gay e lo porta a casa con lui. Julián dice che non mangerà un omosessuale. Mentre Alfredo e Julián discutono, un uomo più anziano esce dalla stanza della madre, la quale lo colpisce alla testa con la pala. Poi la donna e il resto della famiglia si avventano sull'uomo anziano e lo uccidono.
Accortisi che Gustavo, la preda di Alfredo, è riuscita a fuggire, Alfredo e Julián lo inseguono. Il ragazzo raggiunge un fast food e chiede ad un poliziotto lì presente di proteggerlo. I detective Octavio e Owen ascoltano la chiamata dalla radio della polizia e si dirigono da soli sul posto. Intanto a casa Sabina e Patricia preparano l'uomo da mangiare.
Il detective Octavio ferma Alfredo e Julián in un vicolo, ma viene colpito da un poliziotto che lo scambia per uno dei cannibali. Il detective Owen scopre Sabina e Patricia che preparano il loro pasto in modo rituale, ma le due donne lo uccidono. Alfredo e Julián arrivano a casa; Patricia insiste per completare il rituale, ma Alfredo la trascina via per scappare sui tetti.
La polizia irrompe nella casa della famiglia e Julián spara a molti di loro prima che la famiglia riesca a nascondersi al piano di sopra. La loro madre dice che bisogna sopravvivere per portare avanti il rituale e fugge sul tetto. Le prostitute all'inizio del film la vedono scappare e la inseguono.
Nel frattempo, Alfredo morde il collo di Sabina. Julián, pensando che Alfredo stia tentando di mangiare Sabina, gli spara. La polizia uccide Julián e porta via Sabina in ambulanza, credendo che sia una vittima sopravvissuta. La mattina dopo il corpo di Patricia viene scoperto in un parco giochi, picchiato a morte.
Alla fine del film, Sabina fugge dall'ospedale e viene vista guardare un uomo al mercato locale, pregustandosi il suo prossimo pasto.

## Produzione
Lo stesso regista Jorge Michel Grau ha narrato il suo film al Festival di Cannes 2010. Siamo quello che mangiamo è stato girato completamente a Città del Messico. Daniel Giménez Cacho ha ripreso il ruolo di Tito il Coroner, un personaggio del film horror Cronos del 1993, diretto da Guillermo del Toro. Alcuni personaggi sono anche interpretati da Paulina Gaitán e Francisco Barreiro che hanno vinto con il suo precedente progetto Perpetuum Mobile film il premio Best Mexican Feature al Guadalajara International Film Festival.

## Distribuzione
Prodotto al Centro de Capacitación Cinematográfica (CCC), scuola nazionale di film del Messico, è stato presentato in anteprima il 15 marzo 2010 nell'ambito del Guadalajara International Film Festival. Il film racconta la violenza delle persone e la loro preclusione e faceva parte del Cannes Film Market 2010. Questo horror messicano ha partecipato al festival Fantasia 2010. Il film è stato distribuito negli Stati Uniti da IFC Films col titolo We Are What We Are. È stato presentato in anteprima nel Regno Unito il 30 agosto 2010 come parte del Film4 FrightFest 2010. IFC Film distribuirà il film negli Stati Uniti come Video-on-demand. Nel Regno Unito è stato distribuito da Artificial Eye a partire dal 12 novembre 2010.

## Accoglienza
Deborah Young di Reuters ha affermato che Siamo quello che mangiamo "è forse troppo oscuro ed inesorabilmente privo di umorismo per trovare un vasto pubblico internazionale." Young ha affermato che "un altro fattore limitante è la difficoltà di identificarsi con uno qualsiasi dei personaggi, che sono interpretati in modo espressivo ma rimangono ancora astratti e alieni, distanti dallo spettatore."
Rotten Tomatoes dà al film un punteggio del 72% sulla base di 47 recensioni di critici, con una valutazione media di 5,78/10. Il consenso della critica del sito recita: "Siamo quello che mangiamo è un horror elevato che combina dramma familiare e politica sociale, con abbondanza di sangue in cima."

## Riconoscimenti
- 2010 - Festival di Cannes[16]
  - Nomination C.I.C.A.E. Award
  - Nomination Golden Camera
- 2010 - Fantastic Fest[17]
  - Miglior Film
  - Miglior sceneggiatura
- 2010 - Fantasia International Film Festival[18]
  - Séquences Ex-Aequo Award
- 2010 - Expresión en Corto International Film Festival[19]
  - Best First Film
- 2010 - Chicago International Film Festival[20]
  - Silver Hugo-Special Jury Prize
- 2010 - Warsaw International Film Festival[16]
  - Nomination Free Spirit Award
- 2011 - Premio Ariel[16]
  - Nomination Miglior colonna sonora
  - Nomination Migliori effetti speciali
- 2011 - Gérardmer Film Festival[16]
  - Premio Speciale della Giuria per il miglior film
- 2014 - Festival international du film fantastique de Gérardmer[21]
  - Premio della Giuria

## Remake
Memento Films International ha opzionato i diritti per un remake in lingua inglese con Julia Garner e Ambyr Childers, diretto da Jim Mickle e scritto da Mickle e Nick Damici, che in precedenza avevano lavorato insieme in Mulberry St e Stake Land.